# 林柏勛
林柏勛（1983年11月15日—），時代力量政治人物，現任時代力量交通零死亡願景召集人、行人零死亡推動聯盟理事，曾任時代力量決策委員。2022年曾代表時代力量參與臺北市第三選舉區議員選舉，未能當選。東吳大學政治學系學士、國立政治大學東亞研究所碩士。曾經任職於公共電視台國際部，當時因雇主未替其投保勞保及健保，而招開「假承攬真僱傭記者會」控訴。歷任民進黨台北市議員陳怡君辦公室法案主任、時代力量立法院黨團助理。2022年，加入時代力量，後被民主進步黨開除黨籍。

## 選舉紀錄
| 年度 | 選舉屆數               | 選舉區           | 所屬政黨 | 得票數 | 得票率 | 當選標記 | 備註 |
| ---- | ---------------------- | ---------------- | -------- | ------ | ------ | -------- | ---- |
| 2022 | 第十四屆臺北市議員選舉 | 臺北市第三選舉區 | 時代力量 | 1,955  | 0.91%  |          |      |

## 外部連結
- 林柏勛的Facebook專頁
- 林柏勛的Instagram帳戶
- . 臺灣選舉資料庫.   [2025-01-20]. （原始内容存档于2021-11-08）.